# Миссионерский крест
Миссионерский крест (нем. Missionskreuz) — Крест народной миссии, установленный у церкви Св. Максимилиана в Дюссельдорфе. Является памятником религии, истории и культуры.

## Местонахождение
Крест установлен у внешней южной стенки алтарной части церкви, относящейся к площади Макс (Maxplatz). Виден с улиц Оранжериштрассе и Бенратер Штрассе.

## Описание

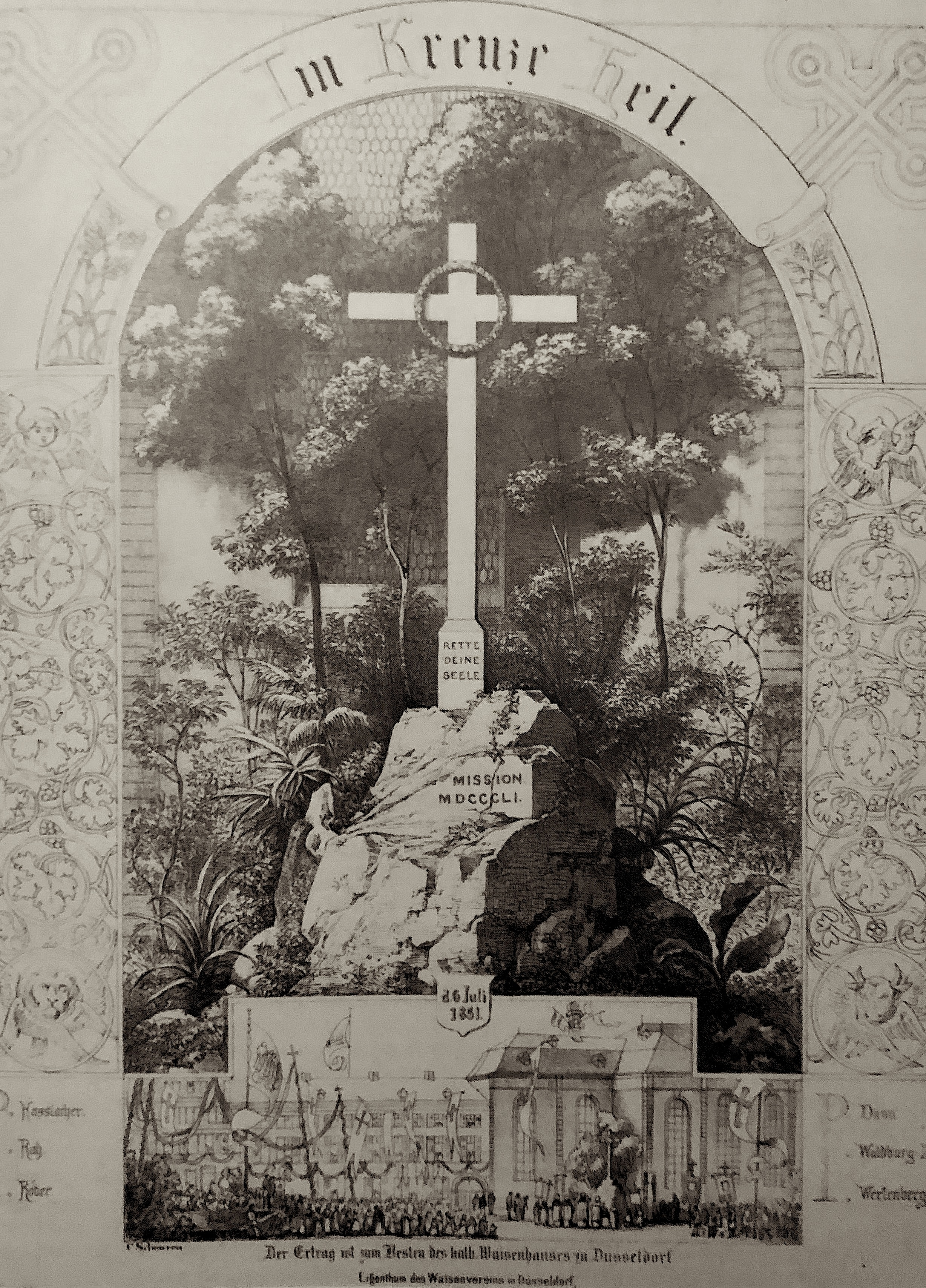
Крест в 1851 году

Высота креста — 5,10 м. Цокольное основание представляет собой неправильно отёсанную глыбу кораллового известняка, высокой 2,20 м. Крест вырезан из нескольких длинных прямоугольных кусков известняка с небольшим утолщением внизу. На перекладине вырезано "Святая миссия" (Heilige Mission). По вертикали креста высечены годы совершившихся народных миссий: 1851, 1865, 1890, 1904, 1920, 1926 и 1934.
На цокольном камне высечено: Миссия/MDCCCCLI, то есть дата первой миссии 1851 года — установки и освящения креста.
Для защиты креста от вандализма, свободный доступ к нему ограничен кованой железной решёткой, высотой 1,50 м, расположенной полукругом вокруг креста.

## История
Крест установлен и освящён в 1851 году, во время первой «народной миссии» в церковь Св. Максимилиана. Инициатором выступил священник церкви Иоганн Петер Шмиц. В том же году художником Каспаром Шойреном выполнено литографическое изображение как самого креста, так и первой народной миссии к нему. В 1974 году литография была опубликована Клаусом Фрекманном. С 1851 года крест сохранился практически в неизменном виде.